# 博德温·凯特尔

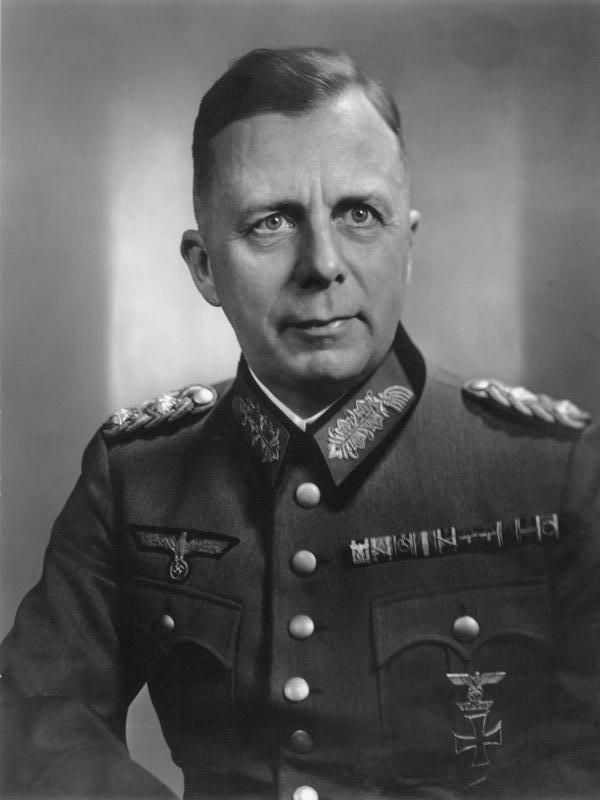
博德温·凯特尔

博德温·克劳斯·爱德华·凯特尔（Bodewin Claus Eduard Keitel，1888年12月25日 - 1953年7月29日）是一位德军将领，曾参加第一次世界大战以及第二次世界大战，担任过德意志國防軍陸軍人事处主任以及第20軍副司令。1944年12月1日，凯特尔被调入元首預備隊。1945年5月3日，他被美军俘虏，並于1947年4月17日获释。